# Manfred Isemeyer
Manfred Isemeyer (* 10. Juni 1948 in Kiel) ist ein deutscher Sachbuchautor.

## Leben
Isemeyer wurde in eine katholische Familie geboren. Nach dem Besuch des Gymnasiums absolvierte er ein Studium der Sozialpädagogik an der Fachhochschule Kiel und anschließend ein Studium der Politikwissenschaft an der Freien Universität Berlin, das er als Diplom-Politologe abschloss. Danach war er als Sozialarbeiter für das Bezirksamt Berlin-Spandau tätig. 
Anschließend arbeitete er als Geschäftsführer bei den Falken. 
Ab 1983 war er Geschäftsführer des Freidenker-Verbandes Berlin, der später in Humanistischen Verband Berlin umbenannt wurde und dessen Geschäftsführung er für viele Jahre übernahm. 
Bis 2014 war er später auch Vorstandsvorsitzender des Humanistischen Verbandes Berlin-Brandenburg.
Manfred Isemeyer ist Vorstandsvorsitzender der „Humanismus Stiftung Berlin“. Zudem schreibt er als Mitglied des Präsidiums für den Humanistischen Pressedienst. Er ist verheiratet, hat ein Kind und lebt in Berlin.

## Auszeichnungen
- 2003 Bundesverdienstkreuz am Bande[4]

## Schriften (Auswahl)
- (mit Klaus Sühl) (als Hrsg.): Feste der Arbeiterbewegung. 100 Jahre Jugendweihe. Elefanten-Press, Berlin 1989.
- Metropole des Humanismus: das atheistische Berlin. Humanistischer Verband Berlin. Berlin 2005.
- (als Hrsg.): Humanismus ist die Zukunft: Festschrift Hundert Jahre Humanistischer Verband Berlin. Humanistischer Verband Berlin. Berlin 2006.
- (als Hrsg.): Jugendweihe und Jugendfeier in Deutschland – Geschichte, Bedeutung, Aktualität. Tectum Verlag, Aschaffenburg 2014.